# Лейлі та Меджнун (Нізамі Ґенджеві)
«Лейлі та Меджну́н» (перс. لیلی و مجنونلیلی و مجنون) — третя поема класика перської поезії Нізамі Ґенджеві з його п'ятериці «Хамсе», написана в 1188 році перською мовою. В її основі сюжет старовинної арабської легенди «Лейлі та Меджнун» про нещасне кохання юнака Каїса, прозваного «Меджнун» («Божевільний»), до красуні Лейлі. Поема присвячена ширваншахові Ахситану I, на чиє замовлення і була написана. Поема нараховує 4600 строф. Ця поема вважається найвідомішим перським викладом сказання про Лейлі та Меджнуна, а також є першою літературною обробкою легенди.

## Сюжет
За легендою поет Каїс закохався у свою двоюрідну сестру Лейлі, але її видали заміж за іншого, а Каїс збожеволів і подався в пустелю, де складав вірші, присвячені коханій; і тільки після смерті закохані з'єдналися в одній могилі. Нізамі дещо змінив сюжет: у нього Каїс збожеволів від кохання, і саме тому батьки Лейли відмовляють йому. Лейлі, силоміць видана заміж, гине від кохання до Каїса. Її ховають у весільному вбранні. Дізнавшись про смерть Лейлі, Меджнун приходить на її могилу і вмирає там.
Автор задається питанням: що отримали закохані за свої земні страждання, де їх місце в потойбічному світі? В коді переповідається сон, за яким закохані з'єдналися в раю, де вони живуть як цар і цариця.

## Переклади і видання

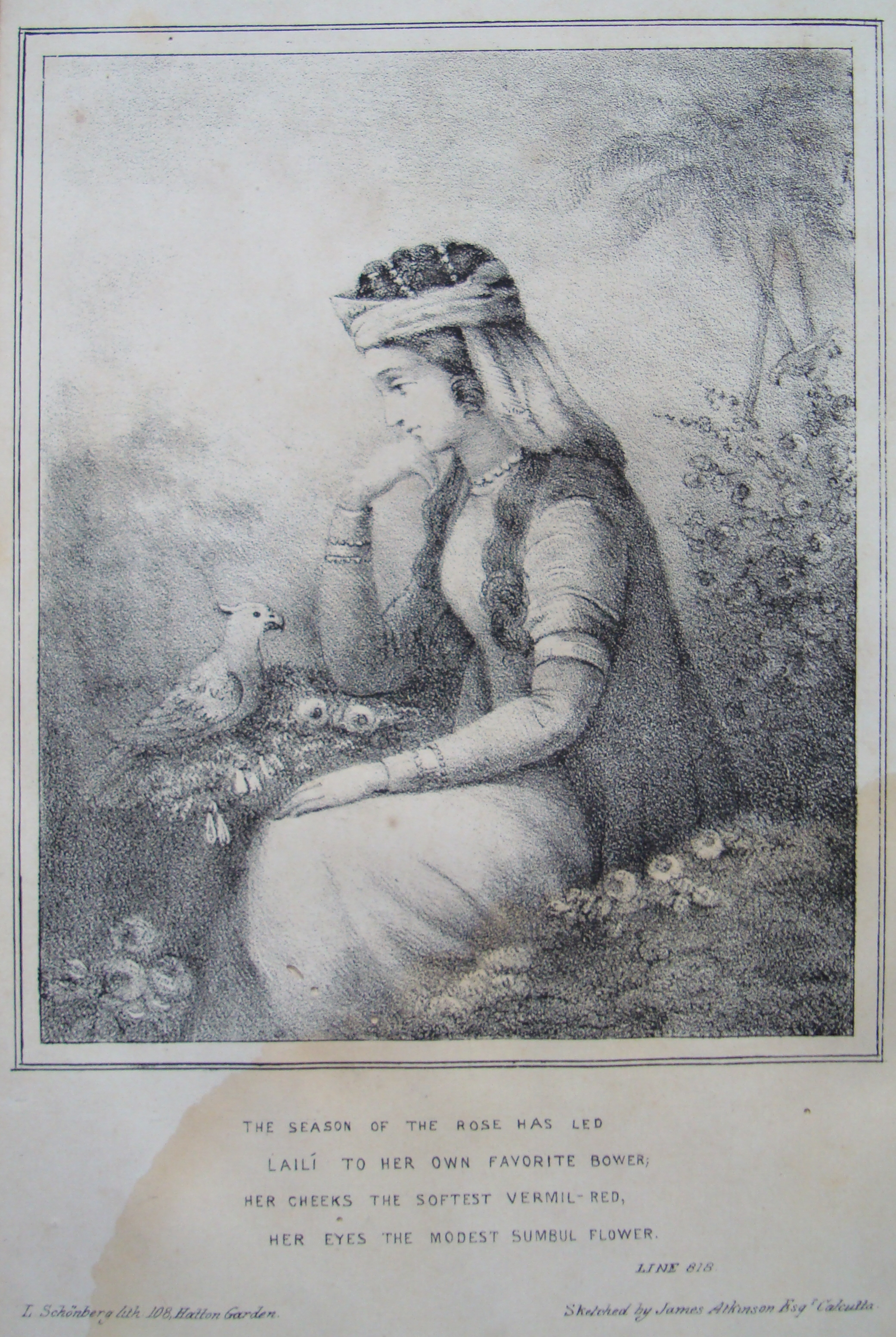
Фронтиспис поеми Лейлі та Меджнун, виданої в 1836 році в Лондоні. Малюнок (як і переклад поеми), на якому зображена Лейлі, виконаний Джеймсом Аткінсоном

Перший переклад твору мав вигляд скороченого вірша англійською мовою. Автор перекладу англійський сходознавець і перекладач Джеймс Аткинсон. Перша публікація відбулась у 1836 році. Пізніше цей переклад був перевиданий кілька разів(1894, 1915).
Російською мовою поему перекладали Євген Бертельс (невеликий прозовий переклад з поеми), Т. Форш, але перше повне видання з'явилось з поетичним перекладом російською мовою (повністю) Павла Антокольського. Повний філологічний переклад з фарсі російською здійснив Рустам Алієв.
Українською мовою переклав поему Нізамі Ґенджеві у 1947 році Леонід Первомайський.
Азербайджанською мовою поему переклав поет Самед Вургун.

## Аналіз твору

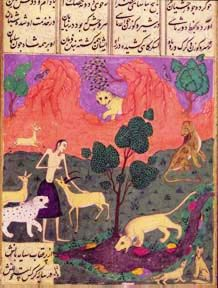
Мініатюра, що зображає Меджнуна з дикими звірами. Інститут рукописів, Баку

Ця романтична поема належить до жанру "удрі" (або ж "одрі"). Сюжет поем цього жанру - удрі, досить простий і обертається навколо кохання без взаємності. Герої удрі напів-вигадані аб напів-історичні персонажі, і їхні вчинки подібні до вчинків інших персонажів романтичних поем цього жанру. Нізамі надав арабсько-бедуїнській легенді перських рис: показав героїв як перських аристократів. Він також переніс розвиток сюжет у міське середовище і додав декілька перських мотивів, прикрасивши розповідь описами природи.
Поема була надрукована в різних країнах у різних версіях тексту. Але іранський учений Вахід Дастгерді в 1934 році здійснив публікацію критичного видання поеми, склавши її текст з 66 розділів і 3657 віршів, виключивши 1007 куплетів, визначивши їх як більш пізні інтерполяції (спотворення, додані в текст), хоча він і припускався думки, що деякі з них могли бути включені в текст самим Нізамі.
Як і в арабських джерелах, Нізамі посилається на поетичний геній Меджнуна не менше 30 разів. Меджнун в поемі постає як поет, що здатний створювати блискучі вірші в різних поетичних жанрах. У Нізамі Меджнун читає любовні вірші та елегії, що можна розглядати як психологічний самоаналіз, який вказує на розчарування і причини його дій. В своїх коментарях до висловів Меджнуна оповідач завжди стає на його бік, що має вплив на інтерпретацію читача.
В живописних образах Меджнуна зображено виснаженим аскетом. Нізамі показує, що досвід люблячої людини і аскета схожі, за винятком того, що аскет діє навмисно, тоді як люблячий страждає від сили кохання. В пролозі та епілозі Нізамі дає поради читачеві на різні теми, такі як швидкоплинність життя, смерть, смиренність и т.д.

## В мистецтві
Мініатюри, на яких зображені герої поеми «Лейла і Меджнун», до рукописів твору впродовж століть створювали художники-мініатюристи з різних міст, таких як Тебриз, Герат. Серед перських художників — Ага Мирек, Мір Сайїд Алі, Музаффар Алі.
| |                                                                                               | |                                                                                           |                                                                       | |
| Лейлі та Меджнун у школі. 1524–25 гг. Султан Мухаммед. Тебризька школа. Метрополітен-музей, Нью-Йорк | Меджнун среди диких звірів. 1539—43 гг. Ага Мирек. Тебризька школа. Британський музей, Лондон | Меджнун біля намету Лейли. 1539—43 гг. Мір Сфйїд Алі. Тебризька школа. Британська бібліотека, Лондон | Лейла зустрічається з Меджнуном у пустелі. XVI століття. Художній музей Волтерс, Балтимор | Загибель Лейлі та Меджнуна. 1740-50 рр. Національний музей , Нью-Делі | Загибель Лейлі та Меджнуна. 1431 рік. Каліграф Махмуд і невідомий художник. Гератська школа. Ермітаж, Санкт-Петербург |

На постаменті пам'ятника Нізамі Ґенджеві в Баку, встановленого в 1949 році, скульптором А. Хрюновым за ескізами художника Газанфара Халикова виконаний барельєф, який зображає героїв поеми — Лейлу и Меджнуна, що навчаються у школі.
За мотивами поеми азербайджанський композитор Кара Караев написав симфонічну пеэму «Лейлі та Меджнун» (вперше була виконана в Баку 29 вересня 1947 года на урочистому вечорі, присвяченому 800-річчю Нізамі Гянджеві) і одноактний балет «Лейла і Меджнун».
В 1960 році за мотивами поеми на кіностудії «Таджикфільм» зняли фільм-балет «Лейлі та Меджнун», перший таджицький фільм-балет. А через рік однойменний фільм за мотивами поеми був знятий на кіностудії «Азербайджанфільм» (роль Меджнуна виконував Нодар Шашик-оглу).
Азербайджанським художником Микаїлом Абдуллаєвым виконані мозаїчні панно на станції метро «Нізамі Ґенджеві» бакинського метрополітену, на яких зображено героїв поеми.

Барельєф із зображенням Лейлі та Меджнуна на пам'ятнику Нізамі в БакуБарельєф із зображенням Лейлі та Меджнуна на пам'ятнику Нізамі в Баку
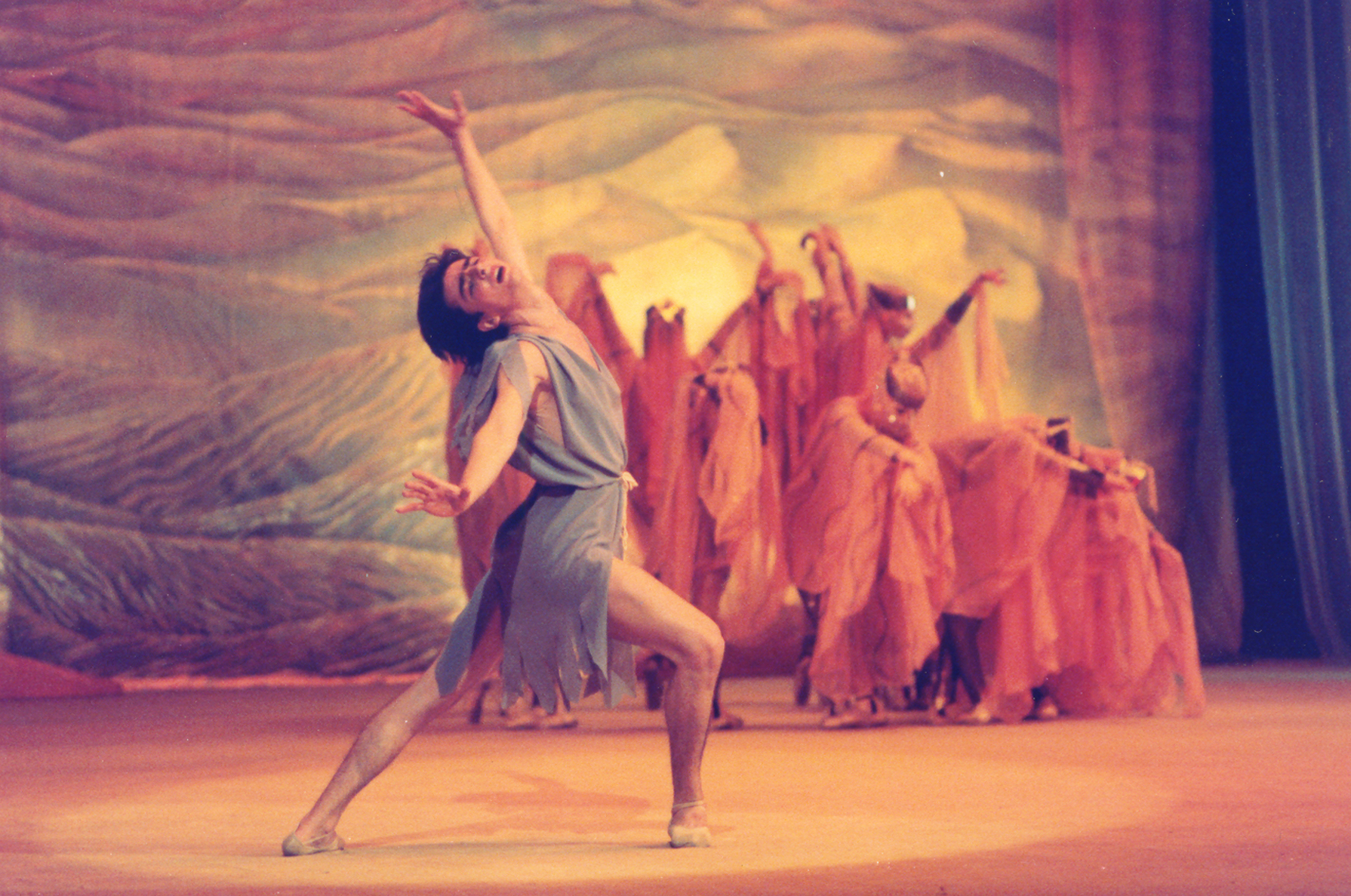
Сцена из постановки балета «Лейли и Меджнун» Кара Караева
Мозаичный рисунок «Лейли и Меджнун» на станции метро «Низами Генджеви» в Баку. Художник Микаил АбдуллаевМозаичный рисунок «Лейли и Меджнун» на станции метро «Низами Генджеви» в Баку. Художник Микаил Абдуллаев